# عملیات تغذیه دام
آژانس حفاظت از محیط زیست ایالات متحده (EPA) عملیات تغذیه دامی یا عملیات تغذیه جانوری (به انگلیسی: Animal feeding operation) را در کد مقررات فدرال (CFR، ثبت فدرال، V. 68 شماره ۱، صفحه ۷۲۶۵) به عنوان یک قطعه یا تسهیلات (به غیر از یک تأسیسات تولید جانور آبزی) تعریف می‌کند که در آن شرایط زیر برآورده می‌شود:
- جانوران (به غیر از آبزیان) در هر دوره ۱۲ ماهه در مجموع ۴۵ روز یا بیشتر نگهداری می‌شوند، نگهداری می‌شوند یا محصور می‌شوند و تغذیه یا نگهداری می‌شوند.
- محصولات کشاورزی، پوشش گیاهی، رشد علوفه، یا بقایای پس از برداشت در فصل رشد عادی در هیچ بخشی از تأسیسات پایدار نمی‌ماند.